# عبد المحسن الخلفان
عبد المحسن الخلفان (1940 -)ممثل ومخرج ومؤلف كويتي من بدايته في عام 1961 من جيل الرواد والعمالقة بجانب الفنان غانم الصالح وخالد النفيسي وهو من المنسيين شارك في عدة أعمال فنية منها:
- تمثيل

- الصقرين

2002 - مسلسل
- أسرار خلف الجدران

2000 - مسلسل
- أبي العزيز

1995 - سهرة تليفزيونية
- جدائل الشيب

1992 - مسلسل إذاعي
- أزمة وتعدي

1990 - مسرحية
- أوبريت بعد العسل

1989 - تمثيلية
(هزاع أبو شيخة)
- مبارك

1985 - مسلسل
- العطاء

1983 - تمثيلية
- سيدي الرجل لا

1982 - مسلسل
(ناصر)
- وعد مرزوق

1981 - مسلسل
- تنزيلات

1981 - مسرحية
- دنيا الدنانير

1981 - مسلسل
- عزل السوق

1981 - مسرحية
- للصبر حدود

1980 - مسرحية
- إلى أبي وأمي مع التحية (ج1)

1979 - مسلسل
(فهد)
- الدكتور

1979 - سباعية
- أصوات للحب

1978 - مسلسل
- نقطة ضعف

1978 - تمثيلية
- أزهار الشك

1977 - تمثيلية
(أحمد)
- امرأة قالت لا

1976 - سهرة تليفزيونية
(حمد سالم حمد)
- عالم نساء ورجل

1972 - مسرحية
(رئيس المجلس)
- مظلوم

1972 - تمثيلية
- العطاء

1972 - تمثيلية
(سعد)
- شرباكة

1972 - مسلسل
- عائلة بومريان

1971 - مسلسل
- شيء ينقصني

1968 - سهرة تليفزيونية
- آخر غلطة

1968 - تمثيلية
- حط حيلهم بينهم

1968 - مسرحية
- نهاية ظالم

1968 - سهرة تليفزيونية
- حاجز الوهم

1967 - سهرة تليفزيونية
- هذا جزاي

1965 - سهرة تليفزيونية
- أحر ما عندي أبرد ما عندك

1961 - مسرحية
- تأليف

- الإنسان هو الإنسان

1973 - سهرة تليفزيونية
(مؤلف)
- حاور زاور

1972 - مسلسل
(مؤلف)
- ثمرة التجربة

1970 - سهرة تليفزيونية
(تحويل)
- إخراج

- مجنون عاقل جداً

2002 - مسلسل
(مخرج)
- تويتي

1998 - مسرحية
(مخرج)
- الصوت الثاني

1996 - تمثيلية
(مخرج)
- أحلام مجمدة

1996 - سهرة تليفزيونية
(مخرج)
- إفتح يا وطني أبوابك

1995 - برنامج
(مخرج استديو)
- أشجار بلا ظلال

1995 - سهرة تليفزيونية
(مخرج)
- فيدو ديدو

1993 - مسرحية
(مخرج مسرحي)
- فلونة وسلاحف النينجا

1991 - مسرحية
(مخرج مسرحي)
- أحمد والأسود

1984 - مسرحية
(مخرج مسرحي)
- طرزان

1983 - مسرحية
(إخراج مسرحي)